# Messerangriff
Ein Messerangriff beziehungsweise eine Messerattacke ist ein mit dem Tatmittel Messer begangenes Gewaltdelikt. Bis in die späten 2010er Jahre war der Begriff Messerstecherei gebräuchlich.

## Hintergrund
Im Juni 2018 sprach sich die deutsche Innenministerkonferenz dafür aus, das Phänomen „Messerangriff“ bundeseinheitlich statistisch zu erfassen. Seit Anfang 2020 werden dazu Daten in der Polizeilichen Kriminalstatistik (PKS) erfasst. In den Jahren davor war dort das Tatmittel „Messer“ kein Thema.
Das Bundeskriminalamt definiert seit 2019 Messerangriff wie folgt:

„Messerangriffe im Sinne der Erfassung von Straftaten in der PKS sind solche Tathandlungen, bei denen der Angriff mit einem Messer unmittelbar gegen eine Person angedroht oder ausgeführt wird. Das bloße Mitführen eines Messers reicht hingegen für eine Erfassung als Messerangriff nicht aus.“

Im Vorfeld der Entscheidung, Messerangriffe bundesweit statistisch einheitlich zu erfassen, erregte eine Anfrage der AfD Saarland bundesweit Aufsehen. Die AfD vermutete, dass unter den 70 % deutschen Messer-Tätern der vergangenen Jahre tatsächlich Migranten mit deutschem Pass waren. Die AfD fragte daraufhin die Landesregierung nach den häufigsten Vornamen der Täter. Die Liste der von der Polizei daraufhin genannten 13 häufigsten Vornamen wurde angeführt von Michael (24 Fälle), Daniel (22 Fälle), Andreas (20 Fälle). Alle weiteren Namen klangen ebenfalls deutsch. Außerdem antwortete die Polizei, dass nur 14 der 842 deutschen Täter neben dem deutschen Pass noch einen weiteren hatten. Auch ein Nachhaken der AfD brachte bei den weiteren Namen nur vereinzelt Namen, die in Deutschland unüblich sind.
Bereits in den 1960er Jahren gab es in Westdeutschland eine breite Berichterstattung über „Messerstechereien“ von als aufmüpfig und unattraktiv wahrgenommenen, italienischen Gastarbeitern, insbesondere in Boulevardzeitungen. Die tatsächlich höheren Quoten können damit erklärt werden, dass sich die angeworbenen Gastarbeiter hauptsächlich aus jungen Männern zusammensetzten, die in prekären Verhältnissen untergebracht waren. Später verschob sich das Feindbild auf Türken und Griechen.
Der Kriminologe Dirk Baier arbeitet als Professor unter anderem in der Befragungsforschung, um Ursachen und Motive des Messertragens bei Jugendlichen zu untersuchen. Diese Untersuchungen zeigten schon länger leichte Anstiege. Man könne jedoch darüber streiten, ob dieses „Thema Nummer eins sein müsste“. Politik und Medien würden einander befeuern und das Thema groß machen. Einen Typ Täter verbinde am ehesten das Geschlecht. Frauen seien so gut wie gar nicht auffällig. Die Nationalität sei zur Typisierung nicht hilfreich. Als problematisch sieht er eine Routine bei vielen jungen Männern, ein Messer in der Hosentasche zu führen, das sie gar nicht einsetzen wollten. In Konfliktsituationen sei es dann schnell gezogen.

## Kriminalstatistik

### Deutschland
Seit 2021 liegen in der deutschen Polizeilichen Kriminalstatistik Daten zu erfassten Taten mit dem Tatmittel Messer vor. Sie sind nach Gefährliche und schwere Körperverletzung sowie Raub differenziert. Mangels valider Daten ist für das Jahr 2020 keine Auswertung möglich.
Diese Daten zeigen, dass die Anteile solcher Fälle in den ersten drei auswertbaren Jahren relativ konstant bei 5,6–5,8 % für Körperverletzung bzw. 10,2–10,9 % für Raub liegen. Die absoluten Fallzahlen stiegen in diesen Jahren jedoch an. Diesen generellen Anstieg der Kriminalität sieht das Bundeskriminalamt im Wegfall der Corona-Beschränkungen und der damit einhergehenden Rückkehr ins öffentliche Leben, was wieder mehr Tatgelegenheiten schaffe. Der langfristige Trend ist ein Kriminalitätsrückgang.
Dirk Baier meint, die PKS sei die einzige wirkliche Statistik in diesem Bereich. Allerdings sei die Erfassung von Messerkriminalität noch recht neu und die Polizeibehörden müssten noch eine einheitliche Routine entwickeln. Er weist darauf hin, dass es auch hier ein Dunkelfeld gibt. Die Datengrundlage sei noch nicht sehr verlässlich.
| Jahr | Gefährliche und schwere Körperverletzung | Gefährliche und schwere Körperverletzung | Raub  | Raub   |
| Jahr | Fälle                                    | Anteil                                   | Fälle | Anteil |
| ---- | ---------------------------------------- | ---------------------------------------- | ----- | ------ |
| 2021 | 7.071                                    | 5,8 %                                    | 3.060 | 10,2 % |
| 2022 | 8.160                                    | 5,6 %                                    | 4.195 | 11,0 % |
| 2023 | 8.951                                    | 5,8 %                                    | 4.893 | 10,9 % |

### England und Wales

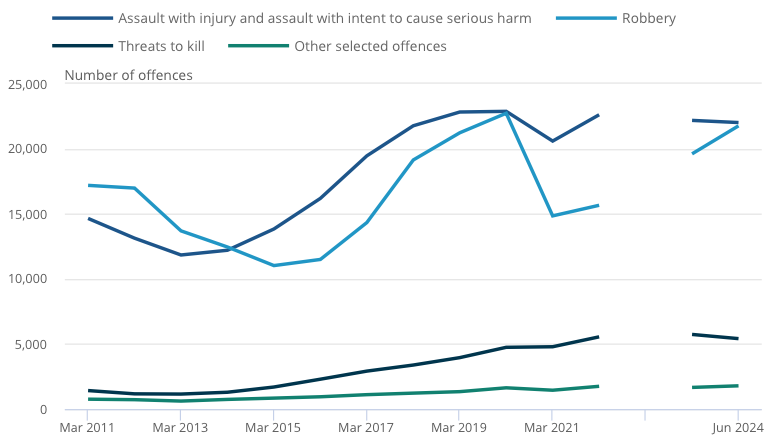
Messerkriminalität in England und Wales von März 2011 bis Juni 2024.

Im Rahmen der Crime Survey for England and Wales werden seit 2011 polizeilich Daten zu „Knife-enabled crime“ erfasst. Es wird differenziert zwischen
- Angriff mit Verletzung und Angriff mit der Absicht, schwere Körperverletzung zu verursachen (Assault with injury and assault with intent to cause serious harm)
- Raub (Robbery)
- Drohungen mit dem Tod (Threats to kill)
- Sonstige ausgewählte Straftaten (Other selected offences)

Es zeigt sich kein klarer Trend seit 2011. 2024 sind die Zahlen gegenüber 2023 angestiegen, sie liegen jedoch noch 2 % unter dem Level vor der  COVID-19-Pandemie. Bei einer geringeren Bevölkerungszahl als in Deutschland sind die Zahlen von Messerangriffen in England und Wales wesentlich höher.